# Санта-Вітторія-ін-Матенано
Санта-Вітторія-ін-Матенано (італ. Santa Vittoria in Matenano) — муніципалітет в Італії, у регіоні Марке, провінція Фермо.
Санта-Вітторія-ін-Матенано розташована на відстані близько 155 км на північний схід від Рима, 70 км на південь від Анкони, 25 км на південний захід від Фермо.
Населення — 1355 осіб (2014).
Щорічний фестиваль відбувається 20 червня. Покровитель — Свята Вікторія (Santa Vittoria).

## Демографія
Населення за роками:

Станом на 1 січня 2023 року в муніципалітеті офіційно проживали 84 іноземці з 18 країн, серед них 28 громадян країн Євросоюзу та 4 громадяни України.

## Сусідні муніципалітети
- Форче
- Монте-Сан-Мартіно
- Монтефальконе-Аппенніно
- Монтелеоне-ді-Фермо
- Монтельпаро
- Сервільяно